# Mananara Avaratra
Mananara Avaratra ili Sjeverna Mananara (engleski: Nord Mananara), grad i općina na istočnoj obali Madagaskara, upravno središte distinkta Sjeverna Mananara u Provinciji Toamasini u Regiji Atsinanani s 37 984 stanovnika.
Grad ima bolnicu i osnovne i srednje školu.

## Geografska i klimatska obilježja
Mananara Avaratra je udaljena oko 620 km sjeveroistočno od glavnog grada Madagaskara Antananariva i 278 km sjeverno od grada Toamasine. Grad leži na ulazu u zaljev Antongila, pored ušća rijeke Mananare u Indijski ocean koja tu tvori deltu. Ima malu morsku luku, te luku na rijeci Mananara koja služi kao veza s unutrašnjošću otoka. Preko nje nema niti jednog mosta u pravcu sjevera. Središte mjesta ne leži na morskoj obali, već je uvučeno u unutrašnjost.
Klima je tipična tropska sa stalnim dnevnim kišama i visokim temperaturama tijekom cijele godine. Sezona uragana traje od siječnja do travnja.

## Gospodarstvo i promet
Grad posjeduje zračnu luku Manakara (IATA: WVK, ICAO: FMSK), kroz njega prolazi državna cesta broj 5 koja ide uz cijelu istočnu obalu Madagaskara.
Preko 50% stanovništva općine su poljoprivrednici. Najvažniji usjev je klinčić, dok su ostali važni proizvodi kava i vanilija. U upravi i uslužnom sektoru zaposleno je oko 40% stanovnika, a ribolovom se bavi 10% stanovništva.
Jedna od najvećih znamenitosti je veliki Nacionalni park Mananara koji se nalazi na udaljenosti 45 km od središta grada u pravcu juga.

## Vanjske poveznice
- UNESCO - MAB Biosphere Reserves Directory - Mananara Nord